# Moartea domnului Lăzărescu, un making of
Moartea domnului Lăzărescu, un making of este un film românesc din 2009 regizat de Andreea Păduraru. Rolurile principale au fost interpretate de actorii Cristi Puiu.

## Distribuție
Distribuția filmului este alcătuită din:
- Cristi Puiu